# Medianeras
Medianeras (Brasil: Medianeras: Buenos Aires na Era do Amor Virtual ) é um filme argentino que estreou no Brasil em 2 de setembro de 2011. Foi filmado na Argentina e Espanha com atores de ambos países. A direção é assinada por Gustavo Taretto, tendo como protagonistas os atores Javier Drolas (Martín) e Pilar López de Ayala (Mariana). A história é narrada pelos personagens dos dois atores, que tentam se libertar das amarras da solidão que a cultura virtual e a arquitetura de Buenos Aires acarretaram para portenhos que vivem sozinhos.
Quanto à temática central do filme, o diretor Gustavo Taretto explica que quis retratar uma solidão que não é dramática, mas "uma solidão a que já estamos acostumados. De todos os dias. Solidão urbana. A solidão que sentimos quando estamos rodeados de desconhecidos".
A obra recebeu os prêmios de melhor filme estrangeiro e melhor diretor no Festival de Gramado de 2011.

## Resumo
Martin é um fóbico em processo de recuperação. Pouco a pouco, ele consegue sair do isolamento de seu apartamento e de sua realidade virtual. Ele é um web designer. Mariana estudou arquitetura, mas trabalha como vitrinista e acabou de terminar um longo relacionamento. Sua cabeça é uma bagunça, assim como o apartamento onde ela se refugia. Martin e Mariana vivem no mesmo quarteirão, mas ainda que seus caminhos se cruzem eles não chegam a se encontrar. Eles caminham através dos mesmos lugares, mas não percebem um ao outro. Como podem se reunir em uma cidade com três milhões de pessoas? Eles vivem no centro de Buenos Aires, a metrópole que os une e também os separa. 

## Elenco
- Javier Drolas ... Martín
- Pilar López de Ayala ... Mariana
- Inés Efron ... Ana
- Rafael Ferro ... Rafa
- Carla Peterson ... Marcela
- Adrián Navarro ... Lucas
- Jorge Lanata ... Médico
- Alan Pauls ... Ex-namorado de Mariana
- Romina Paula ... Ex-namorada de Martín

## Sobre o título
Medianeras (ou pared medianera) é nome dado àquelas paredes sem janelas dos edifícios, também chamadas de paredes cegas. Geralmente, são as paredes laterais de um prédio, que, por sua proximidade com o edifício vizinho, não se pode "abrir janelas". Muitas vezes, estes espaços são usados para afixar outdoors ou algum tipo de publicidade.
Na Argentina a construção de janelas em paredes medianeras é proibido por lei, ainda assim muitos descumprem a ordem, em busca de mais claridade em seus apartamentos. Naquele país as medianeras são fontes de muitas disputas judiciais.